# Баскетбольная площадка

Баскетбольная площадка, одобренная ФИБА.

Баскетбольная площадка — это игровая площадка для игры в баскетбол, которая представляет собой прямоугольную плоскую твёрдую поверхность без каких-либо препятствий. Для официальных соревнований ФИБА размеры игровой площадки должны быть 28 метров в длину и 15 метров в ширину от внутреннего края ограничивающих линий. Для всех других соревнований существующие игровые площадки должны быть с минимальными размерами 28х15 метров.
Высота потолка или расстояние до самого низкого препятствия над игровой площадкой должны быть не менее 7 метров.
Игровая поверхность должна быть равномерно и достаточно освещена. Источники света должны находиться там, где они не будут мешать зрению игроков.
До конца 1960-х годов официальные соревнования проводились как на открытом воздухе, так и в спортивных залах. С 1968 года все официальные матчи проходят только в закрытых помещениях.

## Разметка

### Центральный круг
Центральный круг размечается в центре площадки и имеет радиус 1,80 м, измеренный до внешнего края окружности.

### Центральная линия
Центральная линия проводится параллельно лицевым линиям через середины боковых линий и должна выступать на 15 см за каждую боковую линию.

### Ограничивающие линии
Линии, ограничивающие длинные стороны площадки, называются боковыми линиями, а линии, ограничивающие короткие стороны площадки – лицевыми.

### Трёхочковая линия
Зоной трёхочковых бросков с игры является вся игровая площадка, за исключением области около корзины соперника, ограниченной трёхочковой линией — полукруг радиусом 6,75 м (c 1 октября 2010 г.), проведённый до пересечения с параллельными (лицевыми) линиями.

### Линии штрафного броска
Линия штрафного броска наносится длиной 3,60 метров параллельно каждой лицевой линии так, чтобы её дальний край располагался на расстоянии 5,80 метров от внутреннего края лицевой линии, а её середина находилась на воображаемой линии, соединяющей середины обеих лицевых линий.